# اسلام‌آباد (محمودآباد)
اسلام‌آباد، روستایی است از توابع بخش مرکزی شهرستان محمودآباد در استان مازندران ایران.

## جمعیت
این روستا در دهستان اهلمرستاق جنوبی قرار دارد و براساس سرشماری مرکز آمار ایران در سال ۱۳۸۵، جمعیت آن ۷۴۴ نفر (۱۹۲ خانوار) بوده‌است.